# Petit Raffray
Petit Raffray – miasto na Mauritiusie; w dystrykcie Rivière du Rempart. Według danych szacunkowych, w 2014 roku liczyło 9399 mieszkańców